# Aeroportul Internațional La Chinita
Aeroportul Internațional La Chinita (IATA: MAR, ICAO: SVMC) este un aeroport din Maracaibo, Zulia, Venezuela ce deservește zona Maracaibo. A fost deschis în 16 noiembrie 1969.
Situat la o altitudine de 72 m, aeroportul dispune de 2 piste și ocupă o suprafață de 13.351 m².

## Infrastructură

### Piste
Aeroportul dispune de 2 piste. Pista 03L/21R are suprafața de asfalt și dimensiunile 3.000 m × 45 m. Pista are orientarea 03R/21L.